# 長塚隆二
長塚 隆二（ながつか りゅうじ、1924年4月20日 - 2020年7月8日）は、日本のフランス文学者。

## 経歴
愛知県名古屋市生まれ。東京大学文学部仏文科卒業。読売新聞記者をへて日本大学教授。フランス・リヨン大学客員教授。フランス政府より芸術文化勲章一等章。1973年セネガルのサンゴール賞を受賞。1985年芸術文化勲章コマンドゥール受賞。Académie des siences d’outre「フランス海外学士院」会員。
ジョルジュ・サンドのほか、ナポレオン評伝などを執筆、翻訳も多い。
2020年7月8日、死去。

## 著書
- 『フランス語手紙の書き方』大学書林 1957年
- 『和文仏訳の実際的研究』大学書林 1959年
- 『生きたフランス語会話』大学書林 1961年
- 『新しい和文仏訳』白水社 1961年
- 『辞書なしで学べる初級フランス語』言潮社 1965年
- 『たのしいヴァカンス 中級』第三書房 1966年6月
- 『裸のナポレオン 天才と狂気の生涯』読売新聞社 1969年
- 『ジョルジュ・サンド評伝』読売新聞社 1977年5月
- 『ナポレオン』読売新聞社 1986年11月／文春文庫（上下） 1996年
- 『悪の天才タレイラン』読売新聞社 1990年2月
- 『不可能を可能にするナポレオン語録』日本教文社 1991年1月
- 『ジョゼフ・フーシェ 政治のカメレオン』読売新聞社 1996年6月

### 翻訳
- ジョルジュ・サンド『棄子のフランソワ』角川文庫 1952年
- モーパッサン『快楽』三笠文庫 1952年
- アナトール・フランス『青鬚の七人の妻』角川文庫 1953年
- ヴァン・デル・メルシュ『肉体と魂』鈴木健郎共訳 三笠書房 1954年-1955年
- アンドレ・パリノー『天才はつくられる』ダヴィット社 1956年
- ピエール・ファベール『燃える荊』ダヴィッド社 1956年
- マリ＝アンヌ・デマレ『またあう日まで』秋元書房 1959年
- ジャン・フーラスティエ『明日の歴史』白水社・文庫クセジュ 1960年
- マルロー『征服者』角川文庫 1962年
- ジャン・ダヴレ『ジョルジュ・サンドとその恋人たち』角川書店「世界の人間像」1965年
- ジャン・フーラスティエ『四万時間 未来の労働を予測する』朝日新聞社 1965年
- ピエール・デグロープ/ピエール・デュマイエ『プラハ=戦車の夏』久野三重子共訳 北望社 1969年
- レオンス・ペイヤール『戦艦ティルピッツを撃沈せよ!』早川書房 1970年、ハヤカワ文庫、1980年
- ジャン・マラビーニ『未来社会と人間』読売新聞社 1970年
- 『変貌する産業社会 レイモン・アロン選集2』荒地出版社 1970年
- レオンス・ペイヤール『潜水艦戦争 1939年-1945年』早川書房 1973年、ハヤカワ文庫（上下）1997年
- ルネ・バルジャベル『時の暗闇』早川書房 1973年
- マルタン・グレイ『愛する者の名において』早川書房 1977年1月、ハヤカワ文庫（上下）1982年
- 『人生航路 フランソワーズ・ロゼ自伝』早川書房 1978年3月
- サン＝テグジュペリ『南方郵便機』世界文学全集 学習研究社 1978年7月
- オーギュスト・ル・ブルトン『無法の群れ フランス暗黒街の回想』早川書房 1980年3月
- ウラジーミル・ヴォルコフ『寝がえり』早川書房 1981年9月
- レオンス・ペイヤール『大西洋戦争』早川書房 1981年9月
- リシャール・カナヴォ/アンリ・キクレ『イヴ・モンタン ある男の歌』早川書房 1982年10月
- アンリ・シャリエール『パピヨンは死なない』早川書房 1982年11月
- ウラジーミル・ヴォルコフ『モンタージュ』早川書房 1985年5月
- アルフレッド・スムラー『ニッポンは誤解されている 国際派フランス人の日本擁護論』尾崎浩共訳 日本教文社 1988年6月